# Pacific Ocean Areas (commandement)
Commandement de la zone Océan Pacifique

La Pacific Ocean Areas (POA) est un commandant militaire des Alliés sur le théâtre du Pacifique lors de la Seconde Guerre mondiale. C'est l'un des quatre commandements alliés pendant la guerre du Pacifique et l'un des trois commandements des États-Unis sur le théâtre Asie-Pacifique. L'amiral Chester W. Nimitz de la Marine américaine dirige ce commandement durant toute la durée de son existence.

## Histoire
Le 24 mars 1942, l'état-major interallié publie une directive désignant formellement le théâtre du Pacifique comme une zone de responsabilité stratégique américaine. Le 30 mars, le Joint Chiefs of Staff (JCS) divise le théâtre du Pacifique en trois zones : la Pacific Ocean Areas (POA), la South West Pacific Area (SWPA) et la Southeast Pacific Area (SPA),,. La SWPA tombe sous la responsabilité de MacArthur, mais la SPA ne devient jamais un théâtre actif. Les détails de l'organisation et du commandement de la POA sont discutés entre le 3 avril et le 8 mai 1942, date à laquelle où l'amiral Chester Nimitz prend formellement le commandement en chef de la zone,.
Le JCS désigne l'amiral Nimitz comme Commander in Chief, Pacific Ocean Areas (CINCPOA) et lui donne le contrôle opérationnel de toutes les unités (air, terre et mer) de ce théâtre. Ce dernier inclut la grande majorité de l'Océan Pacifique et de ses îles, mais la partie continentale de l'Asie est exclue de la POA, tout comme les Philippines, l'Australie, les Indes orientales néerlandaises, le territoire de la Nouvelle-Guinée (notamment l'archipel Bismarck) et la partie occidentale des Îles Salomon. Les forces américaines de bombardements stratégiques sur le théâtre sont sous le contrôle direct des chefs d'état-major interarmées américains. Toutes les forces terrestres en Alaska et au Canada demeurent sous le contrôle du Western Defense Command (en) de l'US Army (voir la campagne des îles Aléoutiennes).
Le JCS divisent la Pacific Ocean Areas en trois zones, nord (North Pacific Area), centre (Central Pacific Area) et sud (South Pacific Area) du Pacifique. Nimitz nomme les commandants subordonnés pour les zones Nord et Sud du Pacifique (NORPAC et SOPAC), mais il conserve la zone centrale du Pacifique (CENPAC), y compris le Département Hawaïen, sous son commandement direct.
De 1942-1943, trois divisions d'infanterie de l'US Army (23e, 25e , 27e) et deux divisions des Marines (1re, 2e) combattent dans la POA (la 1re et la 3e divisions des Marines se battent également dans la SWPA en 1943). De 1944-1945, cinq divisions d'infanterie de l'US Army (7e, 27e, 77e , 81e, 96e) et six divisions des Marines (1re, 2e, 3e, 4e, 5e, 6e) servent dans la POA (quinze divisions supplémentaires de l'US Army se battent dans la SWPA pendant cette période). Parmi les formations alliées de l'armée de terre, on compte notamment la 3e division néo-zélandaise, qui combat dans la campagne des îles Salomon au cours de 1943-1944.
Les United States Army Air Forces (USAAF) opèrent dans la POA, la 7e, la 13e et la 20e Air Force. Les forces aériennes alliées comprennent également des unités de la Royal New Zealand Air Force (RNZAF).
Le résultat effectif de ce schéma organisationnel est donc la création de deux commandements distincts sur le théâtre Pacifique : le POA et le SWPA, chacun faisant rapport séparément aux JCF, chacun rivalisant pour les ressources et chacun étant dirigé par un commander in chief (CINC) d'une arme différente. En particulier, la division des Solomons entraine des problèmes depuis que les batailles liées à la campagne des Solomon en 1942-1943 s'étendent à la région entière, avec les principales bases japonaises principales dans la SWPA et les principales bases Alliées dans la SOPAC.

## Liste des commandants
La Pacific Ocean Areas sous le commandement de Chester Nimitz est divisée en trois zones :
Central Pacific Area
- Admiral Chester Nimitz (commandement direct)

South Pacific Area
- Vice Admiral Robert L. Ghormley (19 juin 1942 – 18 octobre 1942)
- Vice Adm./Adm. William F. Halsey (18 octobre 1942 – 15 juin 1944)
- Vice Adm. John H. Newton (15 juin 1944 – 13 mars 1945)
- Vice Adm. William L. Calhoun (en) (13 mars – 2 septembre 1945)

North Pacific Area
- Rear Adm. Robert A. Theobald (17 mai 1942 – 4 janvier 1943)
- Rear Adm. Thomas C. Kinkaid (4 janvier –11 octobre 1943)
- Vice Adm. Frank J. Fletcher (11 octobre 1943 – 2 septembre 1945)